# Oxinam
Oxinam es una localidad del municipio de Mitontic ubicado en la región de Los Altos del estado mexicano de Chiapas.

## Geografía
La localidad se ubica a 2.8 kilómetros (en dirección norte) de la localidad de Mitontic, la cabecera del municipio. Se sitúa en las coordenadas geográficas 16°51′57″N 92°32′55″O / 16.865833, -92.548611, a una elevación de 2,033 metros sobre el nivel del mar.

## Demografía
Según el Conteo de Población y Vivienda 2020, efectuado por el Instituto Nacional de Estadística y Geografía, la localidad de Oxinam tiene 1,483 habitantes, de los cuales 736 son del sexo masculino y 747 del sexo femenino. Su tasa de fecundidad es de 2.77 hijos por mujer y tiene 305 viviendas particulares habitadas.
| Gráfica de evolución demográfica de Oxinam entre 1910 y 2020 |
|                                                              |
| INEGI.                                                       |